# Cazanele Dunării
Cazanele sunt un sector din defileul Dunării la trecerea prin Munții Carpați. Au o lungime de circa 9  km. În unele locuri Dunărea se îngustează până la 230 m, îngreunând navigația. Fluviul este mărginit de pereți verticali, stâncoși. Adâncimi maxime de circa 75 m. În sectorul Cazanelor, viteza de scurgere a apei depășește 5 m/s.
Cazanele Mari au o lungime de aproximativ 4 km, încadrându-se între masivele Ciucarul Mare (pe teritoriul României) și Veliki Strbac (Serbia).
La baza peretelui de calcar ce flanchează această porțiune a Cazanelor Mari există două cavități: peșterile Gura Ponicovei și Veterani.
Cazanele Mici se întind pe o lungime de aproximativ 3 km, fiind poziționate între masivele Ciucarul Mic (România) și Mali Strbac (Serbia)
Cazanele Dunării și masivele Ciucarul Mare / Ciucarul Mic fac parte din Parcul Natural Porțile de Fier.
Aproape de golful Mraconia, se poate observa, săpat în stâncă, chipul lui Decebal, statuia lui Decebal având dimensiunile 55 m - înălțime și 25 m - lățime.